# Geoff Whitehorn
Geoffrey Charles Whitehorn, detto Geoff (Londra, 29 agosto 1951), è un chitarrista, cantante e compositore britannico che ha fatto parte delle band If, Crawler e Procol Harum.

## Biografia
Nell'agosto 1973, Whitehorn è entrato a far parte della band If, nella loro definitiva line-up, ed ha contribuito ai loro due ultimi album, "Not Just Another Bunch of Pretty Faces" (1974) e "Tea Break Over, Back On Your 'Eads" (1975). In questo periodo, ha anche inciso il primo album solista, "Whitehorn" (1974), cui hanno partecipato anche Dick Morrissey e Cliff Davies degli "If". Al primo album seguirono due altri album solisti (interamente strumentali), "Big in Gravesend " e "Geoff Who?" , che registrò ed ampliò nuovamente in una nuova versione nel 2002.
Negli anni tra il 1976 e il 1979 Whitehorn entrò a fare parte della band Crawler (conosciuta anche come Back Street Crawler), sostituendo il fondatore Paul Kossoff, appena scomparso. Nel 1979 Whitehorn si unì ai The Shortlist di Roger Chapman, seguendo la band nei tour di tutta Europa e registrando con il gruppo ben 10 album, fino all'abbandono della band nel 1988. Il suo stile chitarristico era caratterizzato in questo periodo da forti influenze jazz.
Nel 1991, entrò a far parte dei Procol Harum, nella cui storia è ad oggi il chitarrista di più lunga militanza; con i Procol Harum ha inciso tutti i più recenti album, tra i quali "The Long Goodbye", "One More Time - Live in Utrecht 1992" e "The Well's on Fire" (compare anche nei dvd "Live in Denmark and at Union Chapel", registrato il 12 dicembre 2003 ed in un live registrato , sempre in Danimarca, al Castello di Ledrebord, nel 2006).
Con i Procol Harum ha modificato il suo stile chitarristico in uno stile più classicamente rock (meno legato alle influenze jazz del periodo con gli Shortlist). Whitehorn ha anche collaborato con altri artisti, quali Bad Company, Jethro Tull, Kevin Ayers, Elkie Brooks, The Who, Roger Waters, Manfred Mann's Earth Band, Paul McCartney, Billy Ocean e Paul Rodgers. Nel 2007, ha seguito Elkie Brooks in un tour in tutto il Regno Unito.